# Mil Mi-38
El Mil Mi-38 (en ruso: Ми-38) es un helicóptero de transporte medio diseñado por la Fábrica de helicópteros Mil de Moscú y desarrollado por la planta de Helicópteros de Kazán. Se diseñó para sustituir a los helicópteros Mil Mi-8 y Mi-17, y es ofrecido en versiones tanto militar como civil. Realizó su primer vuelo el 22 de diciembre de 2003 y fue certificado el 30 de diciembre de 2015.

## Diseño y desarrollo

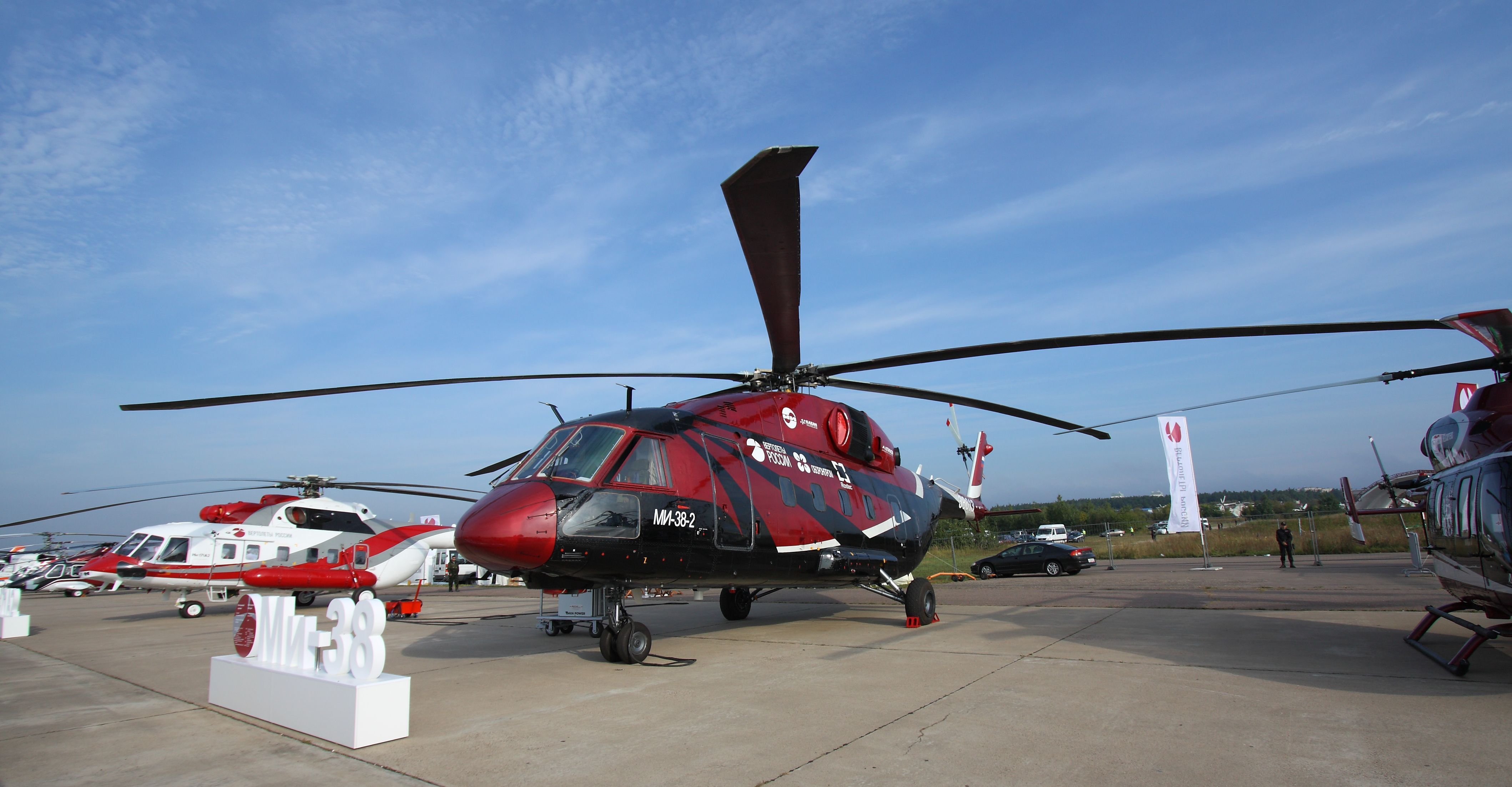
Mi-38 in MAKS Airshow 2013

El fabricante ha provisto al Mi-38 con una moderna cabina de vuelo con pantallas de cristal líquido multifunción y las palas del rotor principal son de material compuesto. 
Los motores eran el punto más crítico del nuevo helicóptero ruso. En un principio se planeó instalar los Pratt & Whitney Canada PW127/TS. El diseño del helicóptero comenzó en 1988 y en aquel entonces Rusia no tenía motores propios para el Mi-38. Había un acuerdo para la venta de estos motores que se importaban de Canadá para ser posteriormente ensamblados en Rusia. Los dos primeros prototipos fueron equipados con los PW127TS. sin embargo después del conflicto entre Georgia y Rusia en 2008, los canadienses se negaron a venderlos y un año después salieron del proyecto. El Departamento de Estado de los EE. UU., que no quería que se instalaran en los helicópteros polivalentes (que pueden ser modificados para fines militares), le prohibió a los canadienses vender motores a Rusia.
La única salida para continuar con el programa Mi-38 era desarrollar motores propios. Estos fueron los Motores Klimov TV7-117 que se incorporaron al tercer y cuarto prototipos. Según Ígor Klevantsev, director del grupo de ingenieros de pruebas del helicóptero Mi-38, la principal diferencia entre los motores se encuentra "En nuestros motores el arranque tradicionalmente se hace a través de una unidad auxiliar, mientras que los canadienses tienen un arranque eléctrico". El Mi-38 se convirtió así en el primer helicóptero montado por completo con componentes rusos.
Los prototipos Mi-38 durante el programa de pruebas han establecido cinco records en la clase E1h. El segundo prototipo estableció un récord de altitud al alcanzar 8.620 metros sin carga útil. El segundo aparato estableció un récord en velocidad de escalada alcanzando una altura de 3.000 metros en seis minutos, y el tercer prototipo lo estableció al llegar a 6.000 metros en 10 minutos y 52 segundos. Dos registros adicionales fueron establecidos en altitud: el primero fijado en 7.895 metros con 1.000 kg de carga útil, el segundo a 7.020 metros con un 2.000 kg de carga útil .
El 30 de diciembre de 2015 Rosaviatsiya completó el programa de pruebas y certificaciones del Mi-38, lo que permitió la entrega del primer modelo de producción.

## Especificaciones

### Características generales
- Tripulación: 1-3 (1 o 2 pilotos + 1 ingeniero).
- Capacidad: 30 pasajeros
- Carga: 6000 kg internamente o 7000 kg externamente
- Longitud: 19,7 m (64,6 ft)
- Diámetro rotor principal: 21,1 m (69,2 ft)
- Altura: 5,1 m (16,8 ft)
- Peso vacío: 8300 kg
- Peso cargado: 15600 kg
- Peso máximo al despegue: 16200 kg
- Planta motriz: 2× turboeje "Klimov TV7-117".
  - Potencia: 2800 shp en despegue y 3750 shp en modo emergencia cada uno.

### Rendimiento
- Velocidad nunca excedida (Vne): 320 km/h
- Velocidad crucero (Vc): 285 km/h
- Alcance: 920 km
- Alcance en combate: km
- Alcance en ferry: 1550 km
- Techo de vuelo: 8600 m
- Potencia/peso: 296 w/kg